# Fort Osowiec

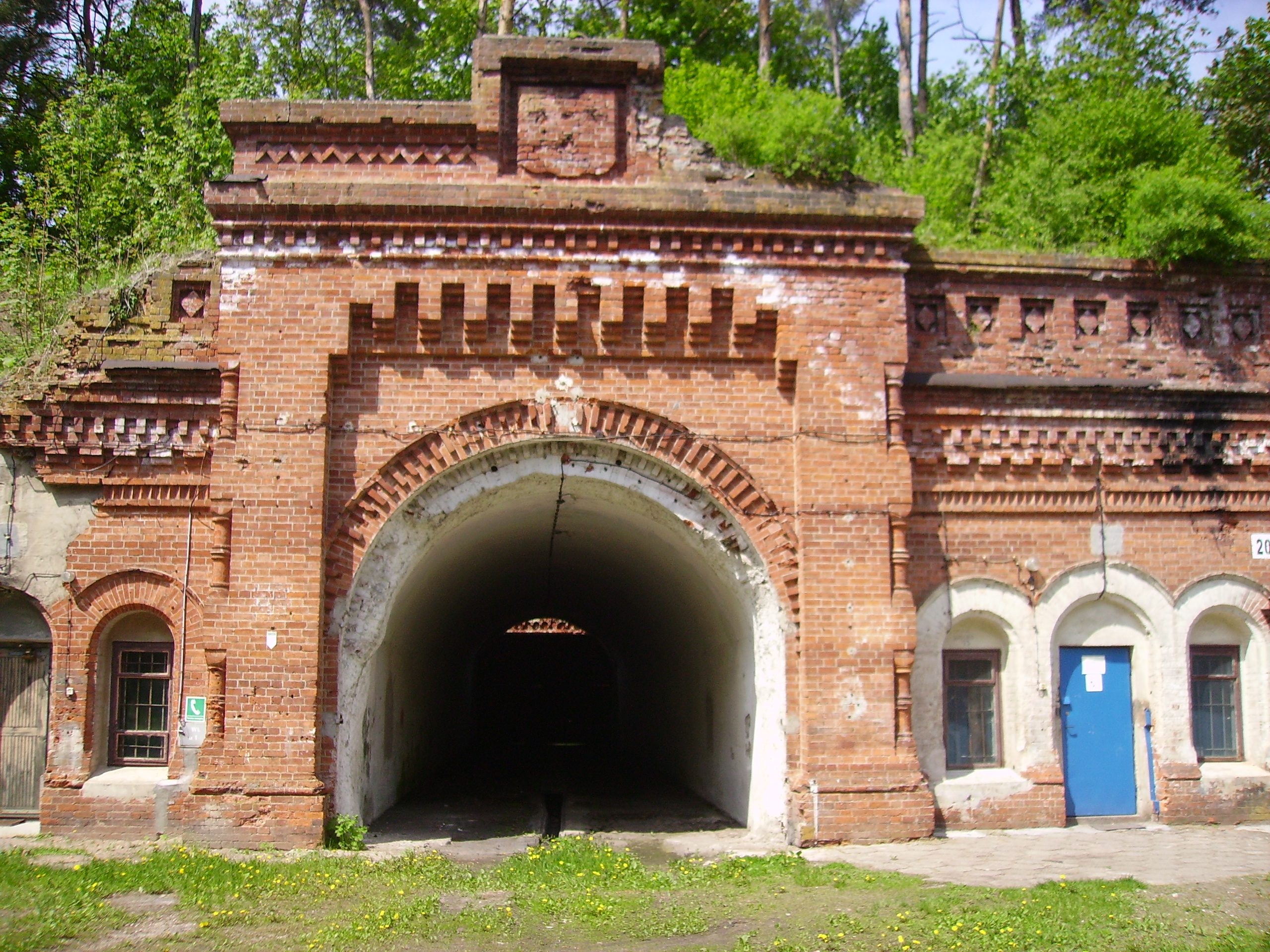
Fort Osowiec

Fort Osowiec is een fort uit de 19e eeuw vlak bij Osowiec-Twierdza, in het noordoosten van Polen, in de vallei van de rivier Biebrza. Het fort is door Rusland gebouwd tussen 1882 en 1892.
Het complex bestaat in feite uit vier forten, waarbij 'Centralny' het hoofdfort was. De andere drie forten dienden ter bescherming van Centralny.
Tijdens de Eerste Wereldoorlog vonden bij het fort hevige gevechten plaats waarbij het fort verdedigd werd door Russische soldaten tegen de Duitse aanvallers. De eerste aanval vond plaats op 3 september 1914. In februari en maart 1915 volgde een tweede poging om het fort te veroveren. De laatste aanval was op 6 augustus 1915, waarbij de Duitsers chloorgas inzetten. Deze strijd staat bekend als de 'aanval van de dode mannen', verwijzend naar het zombie-achtige uiterlijk van de door het gas aangetaste Russische soldaten.
In 1919 kwam het fort in handen van Polen. Er volgden uitbreidingen en moderniseringen. In 1939 viel Duitsland Polen binnen, en op 14 september trok het Poolse leger zich terug uit het fort.
Het Poolse leger nam in 1953 weer zijn intrek in het fort.
In 1998 werd het fort tot monument verklaard en opende er een museum.